# Wirges (Verbandsgemeinde)
Wirges est une Verbandsgemeinde (collectivité territoriale) de l'arrondissement de Westerwald dans la Rhénanie-Palatinat en Allemagne. Le siège de cette Verbandsgemeinde est dans la ville de Wirges.
La Verbandsgemeinde de Wirges consiste en cette liste d'Ortsgemeinden (municipalités locales) :

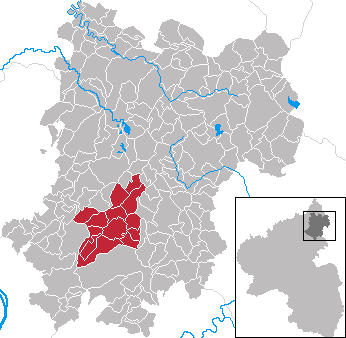
Localisation de la Verbandsgemeinde de Wirges dans l'arrondissement de Westerwald

1. Bannberscheid
2. Dernbach
3. Ebernhahn
4. Helferskirchen
5. Leuterod
6. Mogendorf
7. Moschheim
8. Niedersayn
9. Ötzingen
10. Siershahn
11. Staudt
12. Wirges